# West Liberty (Kentucky)
Pour les articles homonymes, voir West Liberty.
La ville de West Liberty est le siège du comté de Morgan, dans le Commonwealth du Kentucky, aux États-Unis. Sa population s’élevait à 3 435 habitants lors du recensement de 2010, estimée à 3 375 habitants en 2016.

## Démographie
Une grande partie de la ville a été détruite durant la guerre de Sécession.

## Source
- (en) Cet article est partiellement ou en totalité issu de l’article de Wikipédia en anglais intitulé « West Liberty, Kentucky » (voir la liste des auteurs).